# Slik (popgroep)
Slik is een Schotse muziekband uit de jaren zeventig van de 20e eeuw.
In 1976 scoorde Slik in het VK een nummer 1-hit met "Forever and Ever" en een hitje met het symfonische "Requiem".
Het bekendste bandlid is gitarist Midge Ure, die later vooral bekend werd met de band Ultravox (met de hit "Vienna" uit 1981).

## Discografie

### Albums
| Album met eventuele hitnotering(en) in de Nederlandse Album Top 100 | Datum van verschijnen | Datum van binnenkomst | Hoogste positie | Aantal weken | Opmerkingen   |
| ------------------------------------------------------------------- | --------------------- | --------------------- | --------------- | ------------ | ------------- |
| Slik                                                                | 1975                  | -                     |                 |              |               |
| Forever and ever: The best of Slik                                  | 1977                  | -                     |                 |              | Verzamelalbum |
| The best of Slik                                                    | 1999                  | -                     |                 |              | Verzamelalbum |

### Singles
| Single met eventuele hitnotering(en) in de Nederlandse Top 40 | Datum van verschijnen | Datum van binnenkomst | Hoogste positie | Aantal weken | Opmerkingen                              |
| ------------------------------------------------------------- | --------------------- | --------------------- | --------------- | ------------ | ---------------------------------------- |
| Forever and ever                                              | 1976                  | 28-02-1976            | 2               | 10           | Nr. 3 in de Single Top 100 / Alarmschijf |
| Requiem                                                       | 1976                  | 29-05-1976            | 7               | 8            | Nr. 13 in de Single Top 100              |
| The kid's a punk                                              | 1976                  | 28-08-1976            | tip15           | -            |                                          |

| Single met hitnotering(en) in de Vlaamse Ultratop 50 | Datum van verschijnen | Datum van binnenkomst | Hoogste positie | Aantal weken | Opmerkingen                 |
| ---------------------------------------------------- | --------------------- | --------------------- | --------------- | ------------ | --------------------------- |
| Forever and ever                                     | 1976                  | -                     |                 |              | Nr. 3 in de Radio 2 Top 30  |
| Requiem                                              | 1976                  | -                     |                 |              | Nr. 17 in de Radio 2 Top 30 |
| Don't take your love away                            | 1977                  | -                     |                 |              | Nr. 24 in de Radio 2 Top 30 |

### NPO Radio 2 Top 2000
| Nummer met noteringen in de NPO Radio 2 Top 2000 | '99  | '00-'01 | '02  |
| ------------------------------------------------ | ---- | ------- | ---- |
| Forever and Ever                                 | 1760 | -       | 1877 |

1. ↑  Een '-' betekent dat het nummer niet was genoteerd en een vetgedrukt getal geeft de hoogste notering aan.
2. ↑  Deze tabel is bijgewerkt tot en met de laatste editie (2024).